# Corrado Confalonieri

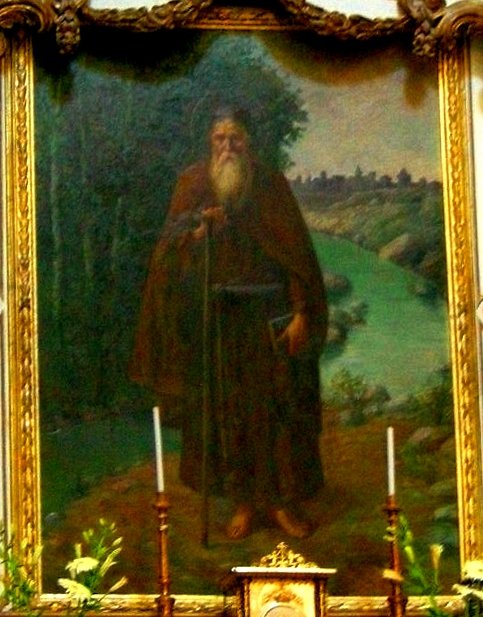
Corrado Confalonieri, Altarbild in der Kathedrale von Noto

Corrado Confalonieri (Corrado da Piacenza, Conradus Placentinus, Konrad von Piacenza; * 13. Jahrhundert in Piacenza; † 19. Februar 1351 in Noto) war ein italienischer Einsiedler und Franziskaner-Terziar. Er wird vor allem auf Sizilien als Heiliger verehrt, ohne formell kanonisiert worden zu sein.

## Leben
Die Confalonieri gehörten zum Stadtadel von Piacenza. Corrado heiratete – seine Frau Eufrosine trat später selbst in ein Kloster ein – und teilte den Lebensstil seiner Standesgenossen, bei dem die Jagd eine Hauptrolle spielte. Während einer Jagd im Jahr 1315 ließ er ein Unterholzfeuer legen, um Wild aufzuscheuchen. Der Brand geriet außer Kontrolle und vernichtete Felder und Ernten, Scheunen und Häuser im Umkreis. Bei der Suche nach dem Schuldigen geriet ein Armer in Verdacht und sollte hingerichtet werden. Daraufhin stellte sich Corrado der Stadtjustiz und wurde verurteilt, mit seinem gesamten Vermögen für den Schaden aufzukommen. Mittellos verließ er die Stadt, trat in Calendasco dem Dritten Orden des heiligen Franz von Assisi bei und ging als Büßer auf Pilgerfahrt. Über Rom gelangte er schließlich bis an die Südspitze Siziliens, wo er bei Noto als Eremit lebte und den körperlich und seelisch Kranken diente. Als er 1351, während einer Gebetsversenkung, starb, stand er bereits im Ruf der Heiligkeit. Er wurde in der Hauptpfarrkirche von Noto San Nicola beigesetzt, seine Gebeine wurden bald als wundertätige Reliquien verehrt. Um sein Leben ranken sich zahlreiche Legenden, die sich mit dem Brauchtum an seinem Fest, dem 19. Februar, verbinden.